# Réseau cyclable de Québec

Logo du réseau cyclable de Québec

Le réseau cyclable de Québec désigne l'ensemble des voies cyclables qui desservent le territoire de la Ville de Québec.

## Les types d'aménagements cyclables

### Corridors
Les corridors sont des pistes cyclables importantes, hors chaussée, aménagées et balisées, qui cheminent jusqu'au centre de la ville. Il en existe actuellement quatre :
- Corridor des Beauportois
- Corridor des Cheminots
- Corridor du Littoral
- Corridor de la Rivière-Saint-Charles
- Promenade Samuel-De Champlain

### Vélo boulevard
Un vélo boulevard est une voie cyclable dont l'aménagement sur une rue à faible débit et à vitesse réduite automobile a été optimisé pour les cyclistes. Il a une vocation principalement utilitaire. Pour le moment, le seul projet est celui de l'axe de la rue Père-Marquette. Il permet le lien entre l'Université Laval et la colline parlementaire.

### Vélos en libre-service
àVélo est un système de vélos électriques en libre-service est déployé tous les étés depuis 2022.

### Pistes cyclables secondaires
Il en existe plusieurs dizaines sur tout le territoire de la ville. Il s'agit souvent de segments qui longent les principaux boulevards. Parfois, il s'agit d'une piste hors chaussée alors que pour d'autres circuits c'est une bande cyclable directement sur la chaussée.
Il existe aussi de nombreux tronçons de chaussée désignée ou d'accotement asphalté.
Les corridors VivaCité (auparavant VéloCité) sont un projet du maire Bruno Marchand pour améliorer les pistes cyclables dans la ville.
Des pistes cyclables sont installés sur le Chemin Sainte-Foy, la rue du Pont.
Le projet vise à ajouter 150 kilomètres de voies cyclables dans les axes stratégiques.